# Isolani (famiglia)
Gli Isolani furono un'antica famiglia senatoria di Bologna, nonché i conti feudatari di Minerbio.

## Storia della famiglia
Le prime notizie certe risalgono a Gualterio Insulanorum, residente a Bologna nel 1262 e dottore in legge. Leggenda vuole che Gualtiero fosse un figlio cadetto (o illegittimo) di Enrico I (1217-1253) di Lusignano, re di Cipro e d'Armenia, spiegando così anche l'origine del cognome. Ad avallare questa tesi è anche una lettera, datata 18 dicembre 1414, del re Giovanni Lusignano indirizzata al cardinale Giacomo Isolani al quale si rivolge col titolo di cugino.
Sicuramente gli Isolani furono rapidissimi ad affermarsi sullo scenario politico ed economico bolognese ricoprendo subito cariche di prestigio, già nel 1305 Isolano di Domenico fu inviato a capo delle truppe bolognesi in aiuto dei modenesi, e accumulando un cospicuo patrimonio, tanto che nel 1323 Giacomo di Domenico presta denari al comune.
Durante tutto il ‘300 furono numerose le cariche cittadine che membri della famiglia ricoprirono, ma fu merito soprattutto del cardinale Giacomo (o Iacopo), che fu tra l'altro luogotenente del papa a Roma nel 1414, se la famiglia ottenne in feudo, con il titolo di conti, il paese di Minerbio con la sua rocca, e il giuspatronato della chiesa parrocchiale fino al 1963
Gli Isolani attraverso i secoli accumularono un poderoso patrimonio fondiario comprendente il palazzo Isolani in centro a Bologna, reso oggi ancor più godibile dalla Corte Isolani, un recente intervento di restauro e ristrutturazione che ha portato alla creazione di una galleria commerciale che si snoda attraverso i numerosi cortili del complesso. Particolarmente interessanti sono sicuramente la Rocca Isolani di Minerbio con la Villa e la colombaia, tradizionalmente attribuite al Vignola e il Palazzo di Montevecchio, una delle residenze estive sui colli.